# Улица Россолимо
Улица Россоли́мо — улица в центре Москвы в Хамовниках между улицей Тимура Фрунзе и переулком Хользунова. Здесь расположены несколько клиник Первого московского государственного медицинского университета имени И. М. Сеченова.

## Происхождение названия
Название дано в 1961 году в память о Г. И. Россолимо (1860—1928) — основоположнике детской невропатологии в России. В 1911 году на собственные средства основал Институт детской невропатологии и психологии, который в 1917 году передал Московскому университету, где был профессором, заведующим кафедрой и директором клиники нервных болезней (расположена на этой улице). В первой половине XVIII века — Всеволожский переулок, по фамилии местного домовладельца А. С. Всеволожского. Позднее — Божениновский и Большой Боженинский переулок — также по фамилии домовладельца.

## Описание
Улица Россолимо начинается от улицы Тимура Фрунзе и проходит на юго-запад параллельно Большой Пироговской улице. Пересекает последовательно улицу Льва Толстого, Малый Боженинский переулок, Олсуфьевский переулок, затем выходит на переулок Хользунова, за которым переходит в Малую Пироговскую улицу.

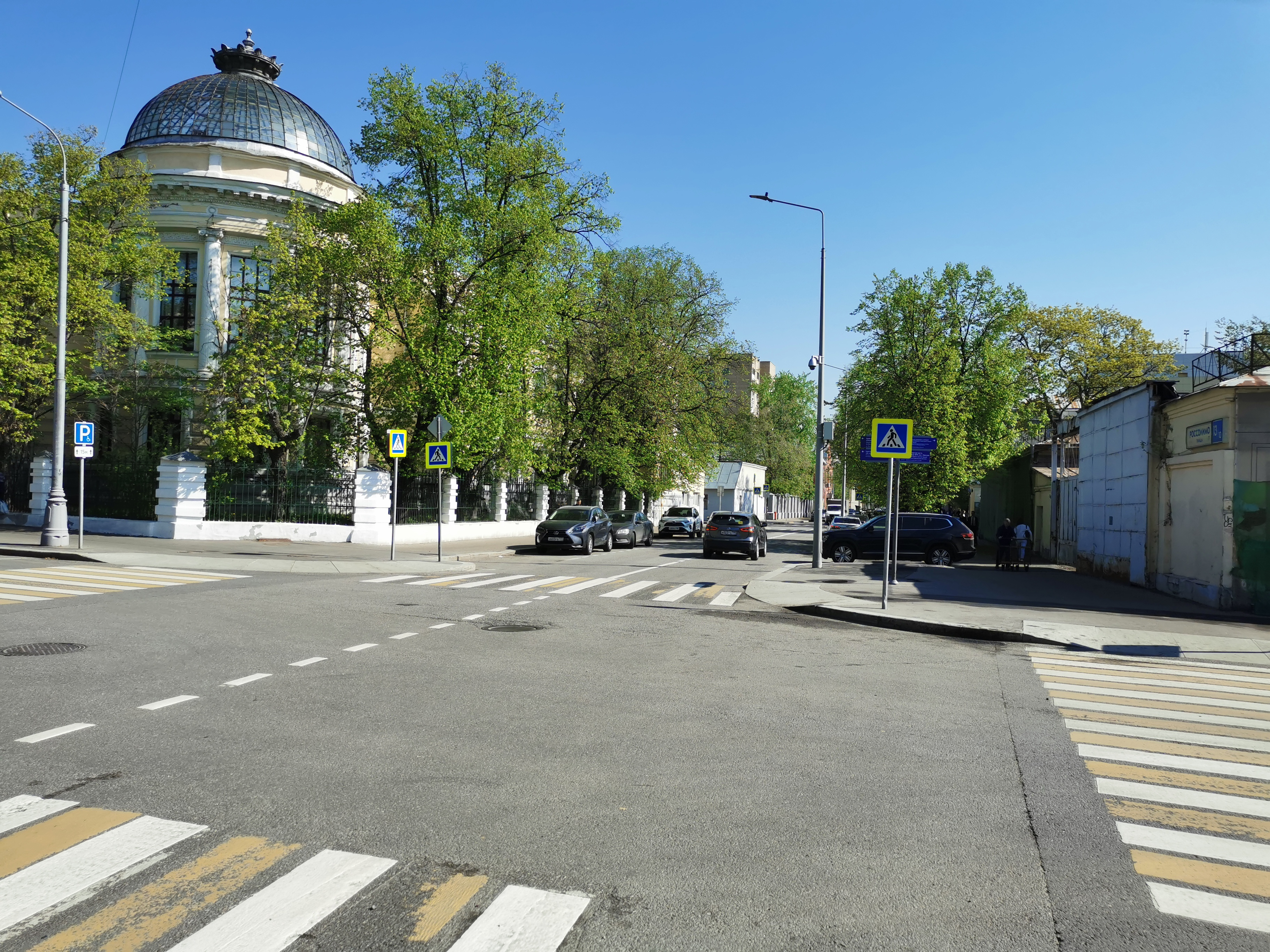
Перекрёсток улицы Россолимо и Олсуфьевского переулка, Хамовники, Москва, 2023 год

## Здания и сооружения
По нечётной стороне:
- № 5, стр.1 — Деревянное двухэтажное здание начала XX в.
- № 7 — ВНИИ пивоваренной, безалкогольной и винодельческой промышленности (ВНИИПБИВП); Союз российских пивоваров; ресторан «Гавань в Хамовниках»; аэроклуб «Капитан Нестеров»;
- № 11 — Клиника нервных болезней (1889—1890, архитектор К. М. Быковский), ныне — Клиника нервных болезней им. А. Я. Кожевникова Первого московского государственного медицинского университета имени И. М. Сеченова;
- № 11 А, Б — НИИ глазных болезней РАМН; Центр восстановления зрения;
- № 11, строение 4 — Межклиническая иммунологическая лаборатория при Первом московском государственном медицинском университете имени И. М. Сеченова.
- № 11, строение 5 — Клиника нефрологии, внутренних и профессиональных заболеваний им. Е. М. Тареева Первого московского государственного медицинского университета имени И. М. Сеченова;
- № 11 строение 9 — Психиатрическая клиника имени А. А. Морозова (1887, арх. К. М. Быковский), с 1938 года — имени С. С. Корсакова при Первом МГМУ имени И. М. Сеченова;
- № 15/13 — бывшая Клиника горловых и носовых болезней им. Ю. И. Базановой (1896, архитектор Л. К. Коромальди); сейчас — кафедры оперативной хирургии и топографической анатомии (15/13 стр. 1) и судебной медицины (15/13 стр. 2) Первого МГМУ им. Сеченова. ;
- № 17 — издательство «Солсми-Пресс», журнал «Удивительный Восток»; бизнес-центр «На Россолимо»; Московский приборостроительный завод № 2; кафе «Кофе-Брейк»;

По чётной стороне:
- № 2 — ресторан «Семифредо»;
- № 4 — Доходный дом Ю. П. Эггерс (1913—1914, архитектор И. П. Машков), в настоящее время — издательская группа «ГЭОТАР-Медиа». Шестиэтажный дом Ю. П. Эггерс, супруги нотариуса Московского Окружного суда С. В. Эггерса, построен в 1913—1914 годах по проекту выдающегося архитектора, реставратора и общественного деятеля Серебряного века Ивана Машкова.[2] Замечательный образец неоклассицизма с тонкими лепными деталями на гладких поверхностях светлых стен. Частично охранилось оформление парадного подъезда. Клиентом С. В. Эггерса была семья Л. Н. Толстого. В 1940-е годы в квартире Эггерсов жила игуменья Новодевичьего монастыря Вера (Победимская), которую неоднократно посещал патриарх Алексий I (Симанский).[2] Градостроительный план земельного участка (ГПЗУ), выданный в 2015 году, предполагает развитие на месте дома Эггерс гостиничной, торговой и иных функций с двукратным увеличением площадей и устройством двух подземных этажей.[2] Опубликован проект «бутик-отеля с апартаментами». Согласно утвержденному в июне 2017 года архитектурно-градостроительному решению (АГР), дом Эггерс сносится до фасада.[2] 21 июля 2017 года застройщик получил разрешение на строительство.[2] В августе дом Эггерс заявлен на государственную охрану в качестве памятника, что не помешало застройщику начать возведение силовых лесов. По этому адресу Мосгорнаследие выдало предписание о приостановке работ[3]. В октябре Мосгорстройнадзором приостановлено действие ранее выданного разрешения на строительство и реконструкцию[4]. 20 октября 2017 г. во включении в перечень выявленных объектов культурного наследия города Москвы отказано[2]. В конце января начат снос здания. Сохраняемый исторический фасад застройщик предполагает встроить в черный куб новой архитектуры[5].
- № 6/25 — Сберегательный банк РФ (АКСБ РФ) Вернадское отд. № 7970/01259;
- № 8 — Дом построен в 1928, сейчас находится в собственности Шведского посольства в Москве.
- № 10 — Дом Общества попечения о бедных (1900, архитектора В. А. Ковальский), сейчас — детский сад № 1246 (комбинированного вида, для детей с нарушением опорно-двигательного аппарата);
- № 12, строение 1 — «Реквием-Ритуал»;
- № 12, строение 2 — «Реквием-Сервис».